# Verwaltungsbau (LVR-Klinik Düren)

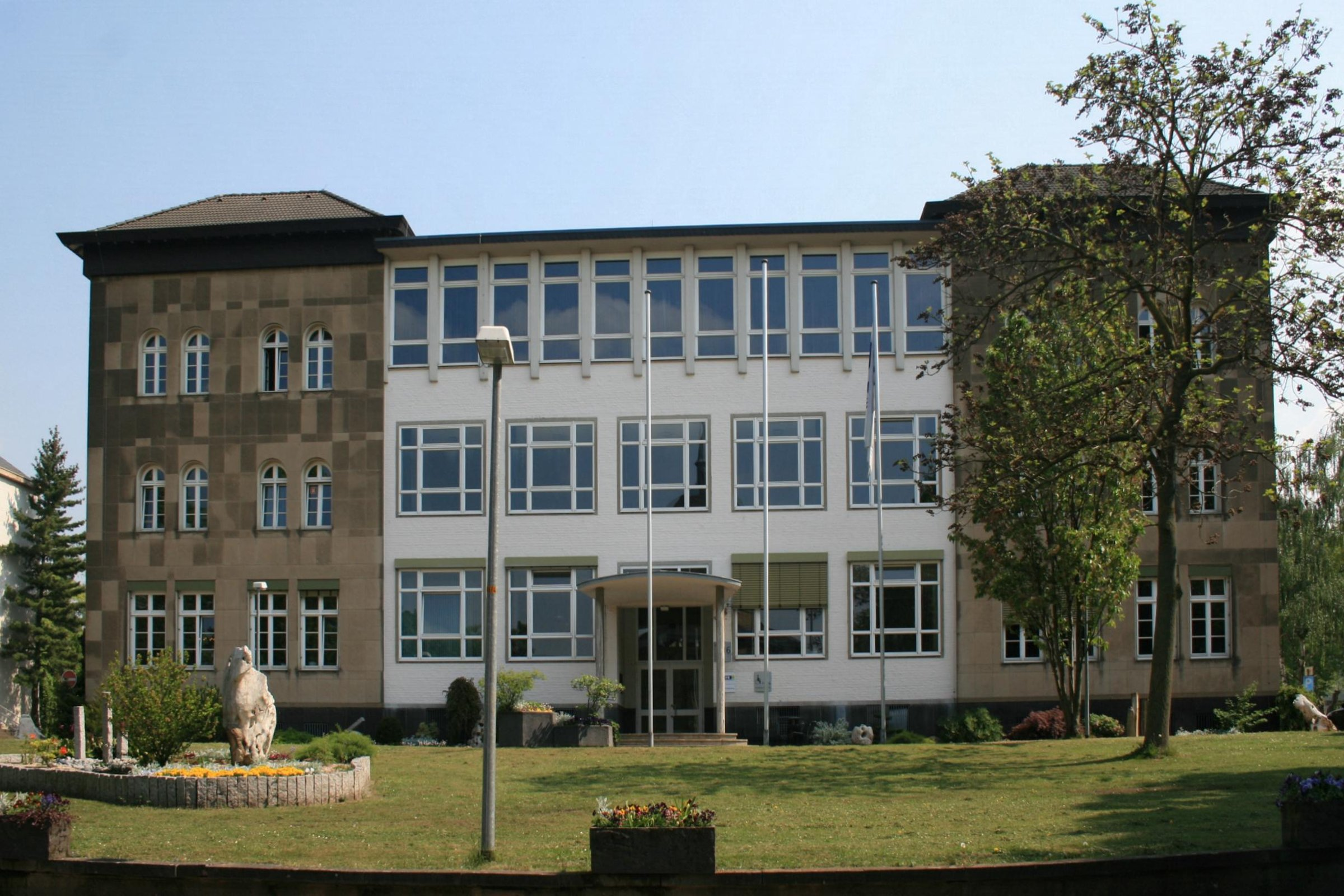

Der Verwaltungsbau ist ein Gebäude auf dem Gelände der LVR-Klinik Düren in Düren in Nordrhein-Westfalen. Das Gebäude wurde, wie alle Bauwerke auf dem Gelände der ehemaligen Provinzial Heil- und Pflegeanstalt, zwischen 1874 und 1878 erbaut.
Es handelt sich um einen dreigeschossigen, dreiflügeligen Backsteinbau. Die Vorderfront ist nachträglich verändert worden. Das Haus hat schiefergedeckte Walmdächer. Der ursprünglich gelbe Backsteinbau hatte rote Backsteinziereinlagen. Heute hat das Gebäude einen zweifarbigen Fassadenanstrich. Die rückwärtige Fassade hat einen zurückliegenden Mitteltrakt. Der Mittelrisalit hat hohe zweiteilige Rundbogenfenster.
Das Bauwerk ist unter Nr. 1/001a auf der Denkmalliste der Stadt Düren der Stadt Düren verzeichnet.
Unter derselben Nummer sind weitere Gebäude des Klinikareals als Baudenkmäler gelistet, darunter die Klinikkirche Herz Jesu, der Werkstattbau, die Leichenhalle und einige Häuser, darunter das Direktorenwohnhaus, sowie das Haus 5 und Haus 8.